# バッド・エデュケーション
『バッド・エデュケーション』（原題：La Mala Educación, 英題：Bad Education）は、2004年のスペインのドラマ映画。監督・脚本はペドロ・アルモドバル、出演はガエル・ガルシア・ベルナルとフェレ・マルティネスなど。
かつてのフランシスコ・フランコ政権下の抑圧的な神学校での少年二人の友情と初恋、神父による性的虐待、および現代の成人して再会した彼らの姿とが交錯して描かれる。かつて自らも保守的な神学校で少年時代を送ったアルモドバルの半自伝的な作品と称されている。
ニューヨーク映画批評家協会賞外国語映画賞受賞。第57回カンヌ国際映画祭特別招待作品。

## ストーリー
スランプ気味の若手監督エンリケのもとに若い青年が役を求めて訪れてくる。プロデューサーは追い返そうとするが、"イグナシオ"という彼の名前を聞いて、エンリケは会うことにする。イグナシオとは、エンリケが少年時代に愛した親友の名前だった。"イグナシオ"は自分を"アンヘル"と呼ぶように要求し、自ら執筆したという一本の脚本を渡して去る。タイトルは「訪れ」。彼ら二人の若い頃の話を元にしたフィクションだという。
その晩、エンリケはその脚本を読んでみる。そこには、寄宿学校で共に過ごしたイグナシオとエンリケの少年同士の恋愛関係、そして文学教師マノロ神父のイグナシオへの性的虐待が赤裸々に描かれていた。エンリケはアンヘルを呼び出し、脚本を映画化することに決める。
エンリケはイグナシオの行方を探る。"アンヘル"の正体はイグナシオの弟フアンであった。そしてイグナシオはすでに死んでいた。アンヘルを主演に映画の撮影を進むなか、エンリケの前にマノロ神父が現れ、イグナシオの真実の姿を語り始める。 イグナシオはトランスジェンダーのドラッグ中毒になっており、寄宿学校時代の関係をネタに神父を強請っていた。神父はそこで知り合った弟のフアンと恋愛関係となった。そして、二人は共謀してイグナシオをドラッグの過剰摂取に見せかけて殺した。 奇しくも、エンリケが修正した映画の脚本は、イグナシオが神父に殺されるラストで終わっていた。真実を知ったエンリケはフアンに別れを告げる。

## キャスト
※括弧内は日本語吹替
- アンヘル/フアン: ガエル・ガルシア・ベルナル（三木眞一郎）
- エンリケ: フェレ・マルティネス（咲野俊介）
  - 少年時代: ラウル・ガルシア・フォルネイロ
- マノロ神父: ダニエル・ヒメネス・カチョ（スペイン語版）（諸角憲一）
- ベレングエル: ルイス・オマール（佐々木勝彦）
- パキート: ハビエル・カマラ（松本保典）
- モニカ: レオノーラ・ワトリング（石塚理恵）
- 母: ペトラ・マルティネス（スペイン語版）
- イグナシオ: フランシスコ・ボイラ
  - 少年時代: ナチョ・ペレス

## 作品の評価
Rotten Tomatoesによれば、批評家の一致した見解は「重層的で素晴らしい演技と情熱的なドラマ。」であり、145件の評論のうち高く評価しているのは88%にあたる127件であり、平均して10点満点中7.56点である。